# Etmopterus tasmaniensis
Etmopterus tasmaniensis is een vissensoort uit de familie van de Etmopteridae (Etmopteridae). De wetenschappelijke naam van de soort is voor het eerst geldig gepubliceerd in 1986 door Myagkov & Pavlov.